# Tayatzin
Tayatzin fue un rey de la ciudad tepaneca de Azcapotzalco en México. También se le llama Quetzalayatzin.

## Biografía
Nació como príncipe, hijo del rey Tezozómoc y de la reina Chalchiuhcozcatzin, esposa principal de Tezozómoc.
Sus hermanastros fueron los reyes Cuacuauhpitzáhuac y Maxtla y la reina Xiuhcanahualtzin. Era tío de Tlacatéotl y del emperador Chimalpopoca de Tenochtitlan.
Tras la muerte de su padre, Tayatzin se convirtió en rey de su ciudad. Maxtla fue rey de Coyoacán, pero tomó el poder en Azcapotzalco, dejando el gobierno de Coyoacán a su hijo Tecollotzin.
Chimalpopoca se alió con Tayatzin y ambos conspiraron para recuperar el trono. Las relaciones amistosas entre Tenochtitlan y Azcapotzalco fueron así sustituidas por insultos y violentas intrigas.
Tayatzin fue asesinado, y Chimalpopoca decidió ofrecerse como sacrificio en el altar de su padre Huitzilíhuitl.